# La Devise
La Devise ist eine französische Gemeinde mit 1.196 Einwohnern (Stand: 1. Januar 2022) im Département Charente-Maritime in der Region Nouvelle-Aquitaine. Sie gehört zum Arrondissement Rochefort und zum Kanton Saint-Jean-d’Angély.
Die Gemeinde entstand als Commune nouvelle mit Wirkung vom 1. Januar 2018 durch die Zusammenlegung der bisherigen Gemeinden Vandré, Chervettes und Saint-Laurent-de-la-Barrière, die in der neuen Gemeinde den Status einer Commune déléguée haben. Der Verwaltungssitz befindet sich im Ort Vandré.

## Gliederung
| Ortsteil                     | ehemaliger INSEE-Code | Fläche (km²) | Einwohnerzahl zum 1. Januar 2019 |
| ---------------------------- | --------------------- | ------------ | -------------------------------- |
| Vandré (Verwaltungssitz)     | 17457                 | 14,57        | 898                              |
| Chervettes                   | 17103                 | 03,98        | 182                              |
| Saint-Laurent-de-la-Barrière | 17352                 | 08,28        | 111                              |

## Geographie
La Devise liegt etwa 27 Kilometer nordöstlich von Rochefort an der Devise, der auch hier entspringt. Umgeben wird La Devise von den Nachbargemeinden Surgères im Norden, Saint-Mard Nordosten, Breuil-la-Réorte und Puyrolland im Osten, Annezay im Süden, Genouillé im Süden und Südwesten sowie Saint-Germain-de-Marencennes im Nordwesten.

## Sehenswürdigkeiten
Siehe auch: Liste der Monuments historiques in La Devise

### Chervettes
- Kirche

### Saint-Laurent-de-la-Barrière
- Kirche Saint-Laurent aus dem 12. Jahrhundert, Monument historique
- Wohnsitz von La Bastière aus dem 17. Jahrhundert

### Vandré
- Kirche Saint-Vivien aus dem 13. Jahrhundert

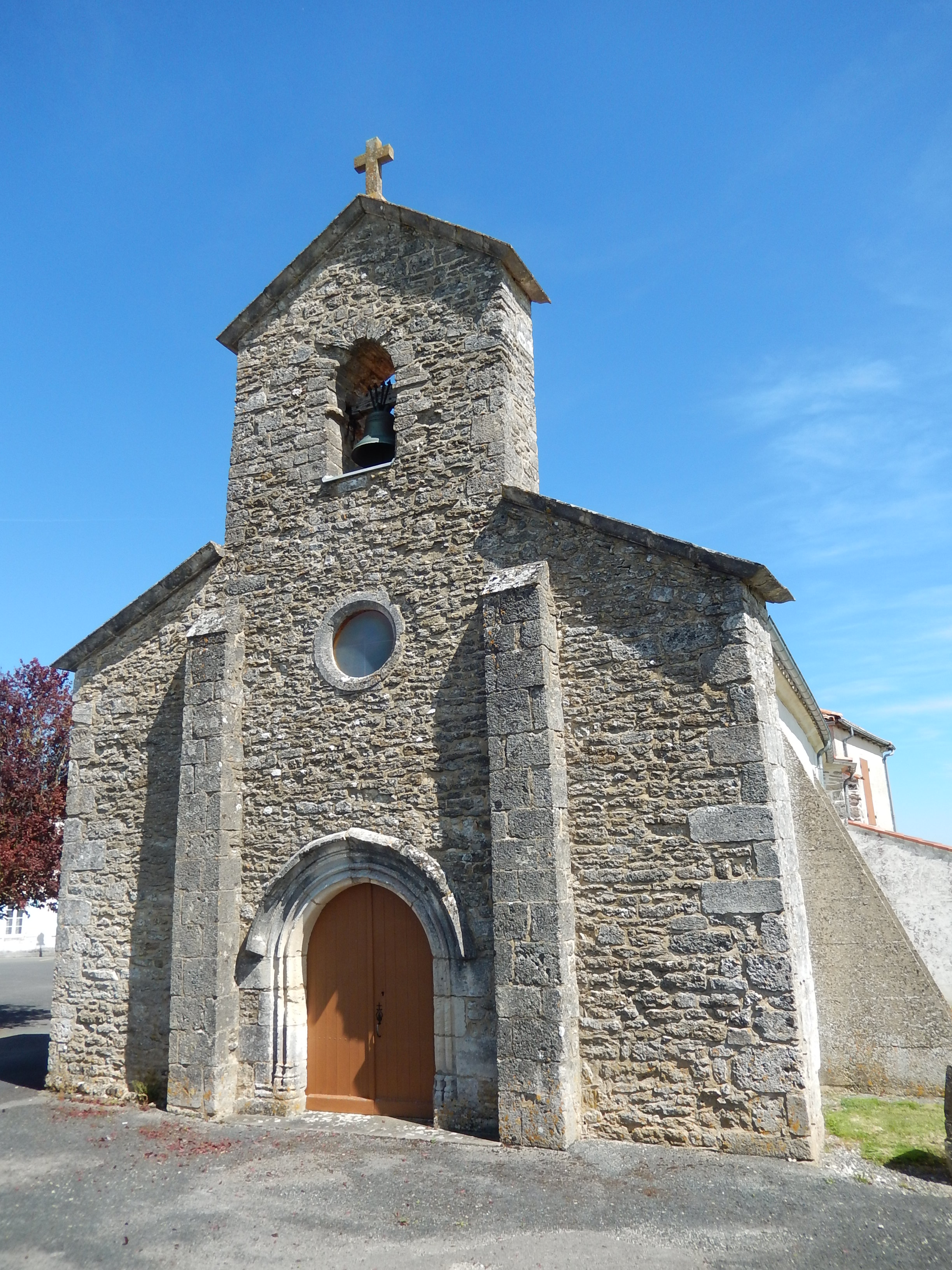
Kirche von Chervettes
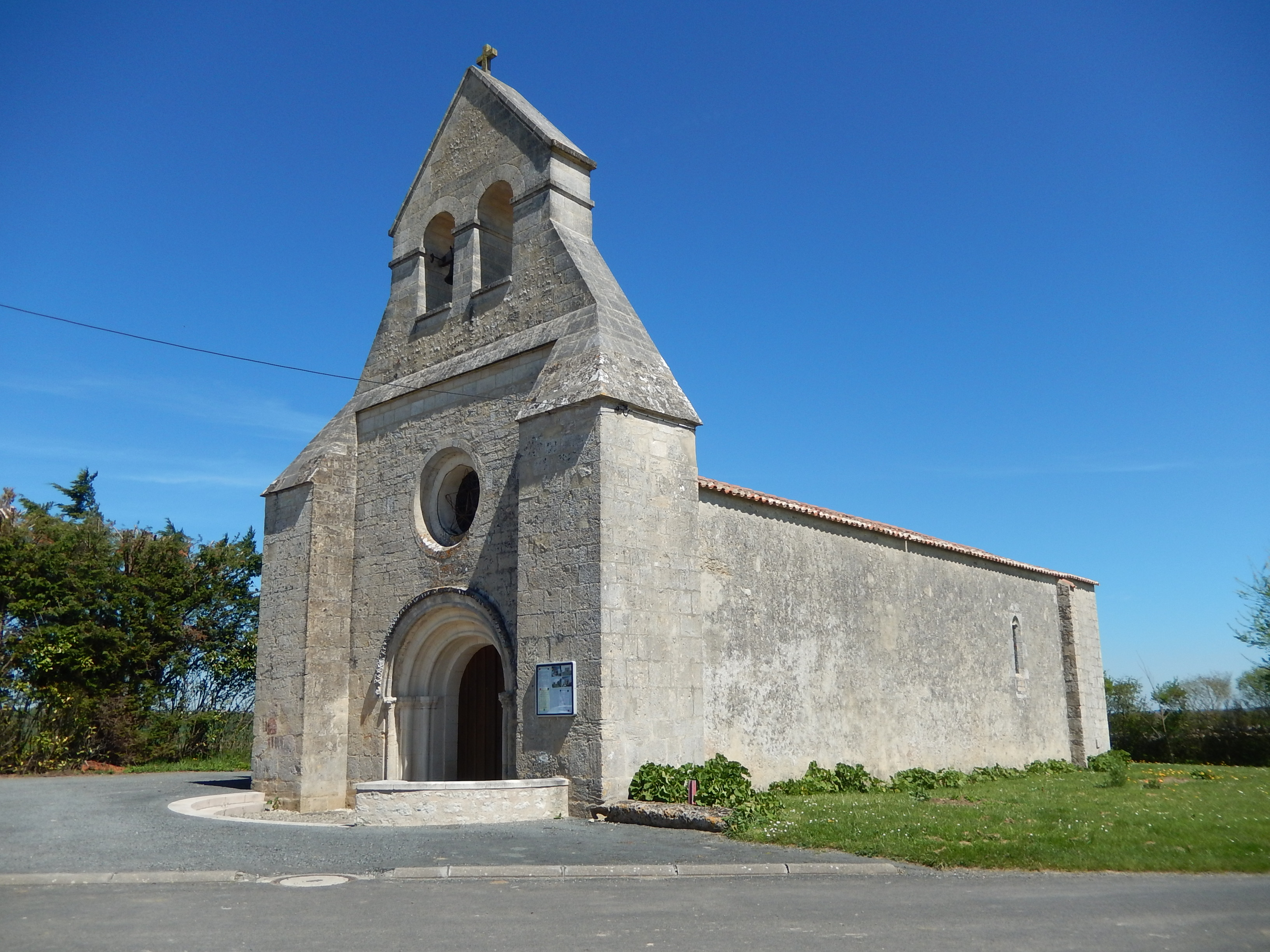
Kirche Saint-Laurent
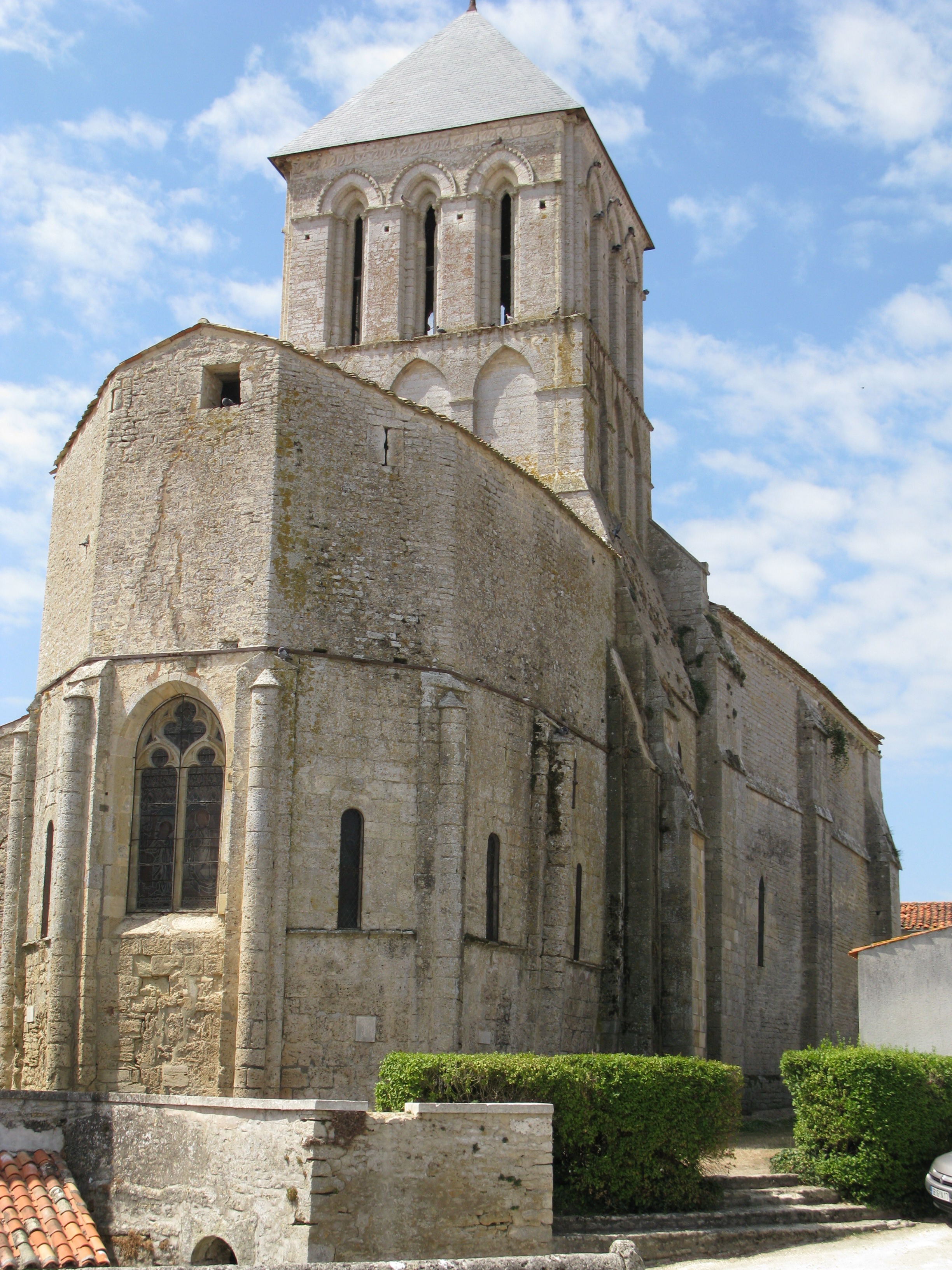
Kirche Saint-Vivien (Vandré)